# Animal Planet

Логотип телеканала, использовавшийся с 2008 года по октябрь 2018 года в США и Великобритании или по конец первой четверти 2019 года в других странах.

Animal Planet (с англ. — «Планета животных») — дочерний телеканал американского Discovery Channel. Распространяется в спутниковом и кабельном вариантах. На телеканале транслируются фильмы, показывающие животных в непосредственной среде обитания, рассказы о видах, внесённых в Красную книгу. Не забыты и домашние животные. Девиз канала — «Нашу планету населяет более 2 миллионов живых видов. Вы — один из них. C остальными знакомьтесь в передачах канала Animal Planet». Канал ведёт вещание в более чем 70 странах мира. Определённые версии канала были созданы в Канаде, Индии, Японии, Тайване и в других странах. Часть транслируемых передач также выходит на DVD.
В начале марта 2022 года прекратил вещание в России на фоне вторжения России на Украину

## История
Канал «Animal Planet» был основан 1 октября 1996 года; он был создан Discovery Communications в сотрудничестве с BBC Worldwide. 

1 января 1997 распространение Animal Planet выросло в результате того, что Advance Entertainment Corporation продала слот спутникового транспондера, принадлежащий WWOR EMI Service (национальная суперстанция (Superstation) WWOR-TV телевидения Нью-Джерси / Нью-Йорка),  полностью заменив канал Discovery Communications на Animal Planet.
Сейчас «Animal Planet» — дополнительно ассоциированный член Карибского кабельного кооператива (Caribbean Cable Cooperative). 
Весной 2014 года канал перешёл на вещание в формате 16:9, а также запустил HD версию.
- Animal Planet Nordic[англ.] в Дании

## Перезапуск
3 февраля 2008 года изменилась эмблема канала и в трансляции появились восемь новых шоу, нацеленные на более взрослую аудиторию. Шоу стали более реалистичными и, с одной стороны, научными, нравоучительными, а с другой, более захватывающими.

## Журнал
Компания DC Thomson совместно с Discovery, Inc. выпускает журнал Animal Planet Magazine в Великобритании. Первый номер вышел 16 февраля 2011 года.

## Наиболее известные программы
- Полиция Хьюстона — отдел по защите животных (Animal Cops: Houston)
- Добыча Хищника (The Predators Prey)
- Дневник большой кошки (Big Cat Diary)
- Жизнь Млекопитающих (The Life of Mammals)
- Приключения Корвина (The Jeff Corwin Experience)
- Поместье сурикат (Meerkat Manor)
- Самые забавные животные планеты (The Planet’s Funniest Animals)
- Остров орангутанов (Orangutan island)
- Китовые войны (Whale wars)
- Как стать… (Growing Up…)
- Собаки-полицейские: Лучшие из лучших (K9 Cops: Meet the Elite)
- Переводчик с собачьего с Цезарем Милланом (Dog Whisperer with Cesar Millan)
- Большое жало (The Big Sting)